# Lucunga
Lucunga é uma cidade e município angolano que se localiza na província do Uíge.
Anteriormente uma vila-comuna do município de Bembe, em 5 de setembro de 2024 foi elevada a condição de cidade e município da província do Uíge.
O município é constituído apenas pela comuna-sede.